# Hanauerland

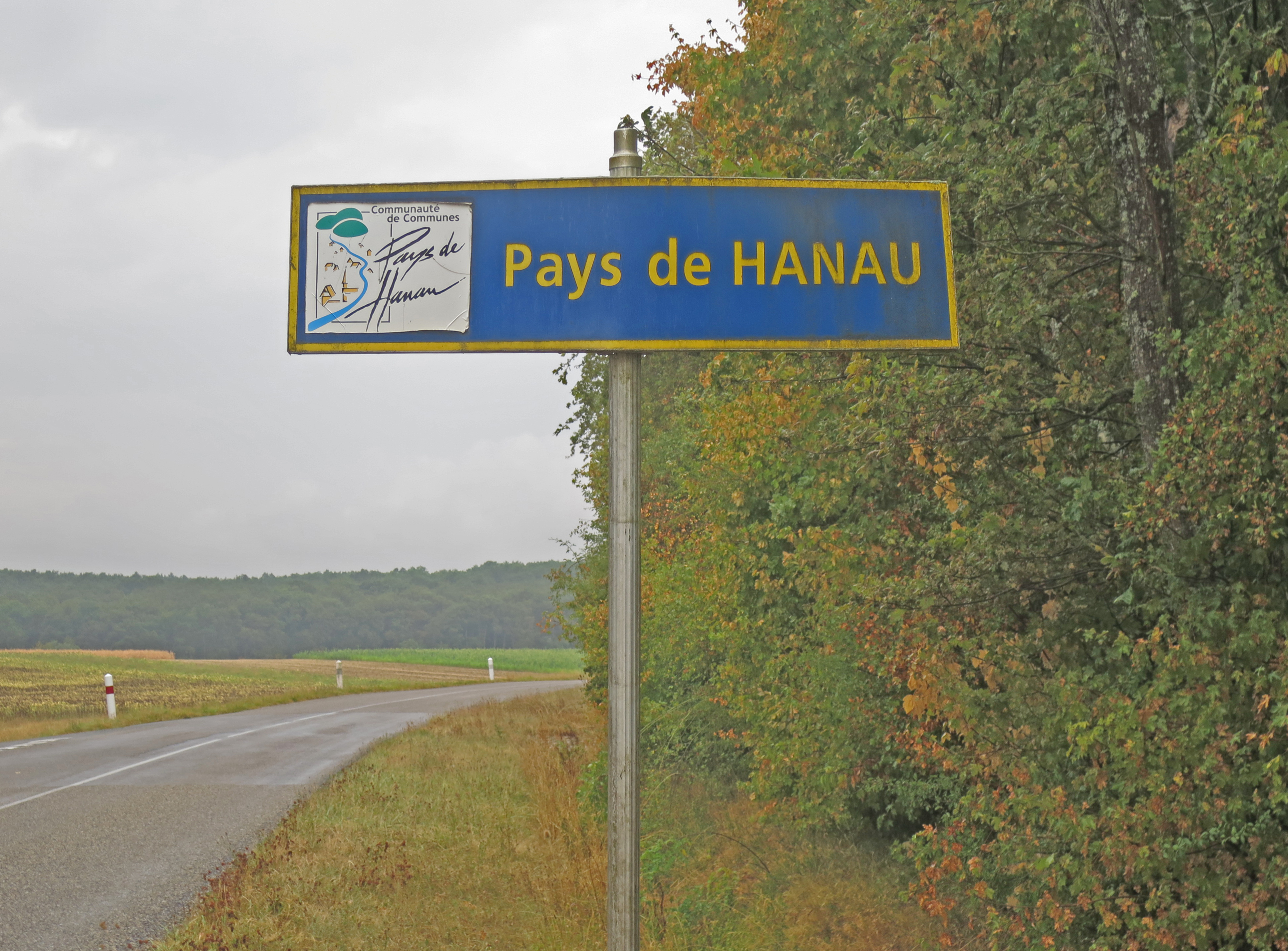
Hinweisschild auf Pays de Hanau / Hanauerland

Hanauerland bezeichnet ein ehemaliges Herrschaftsgebiet nördlich von Straßburg im Elsass auf französischer Seite und um Kehl in Mittelbaden auf deutscher Seite beiderseits der Grenze, die hier der Rhein bildet.
Im regionalen alltagssprachlichen Kontext versteht man heute darunter den Großraum Kehl. Das Gebiet umfasst in der Regel die Städte Kehl und Rheinau sowie die Gemeinde Willstätt, die aus historischer Verbundenheit und wegen der Zugehörigkeit zum Ortenaukreis mehrere überregionale Projekte, wie beispielsweise den Zweckverband Hochwasserschutz Hanauerland, gemeinsam realisieren. Gelegentlich ist auch die seit der Kreisreform dem Landkreis Rastatt zugeordnete Gemeinde Lichtenau inbegriffen, wie beim Servicegebiet der Sparkasse Hanauerland Kehl. Seltener wird Hanauerland synonym zum aufgelösten Landkreis Kehl verwandt, der zu den bisher genannten Gebietskörperschaften des Ortenaukreises außerdem die heutigen Gemeinden Neuried, Appenweier und Renchen umfasste.

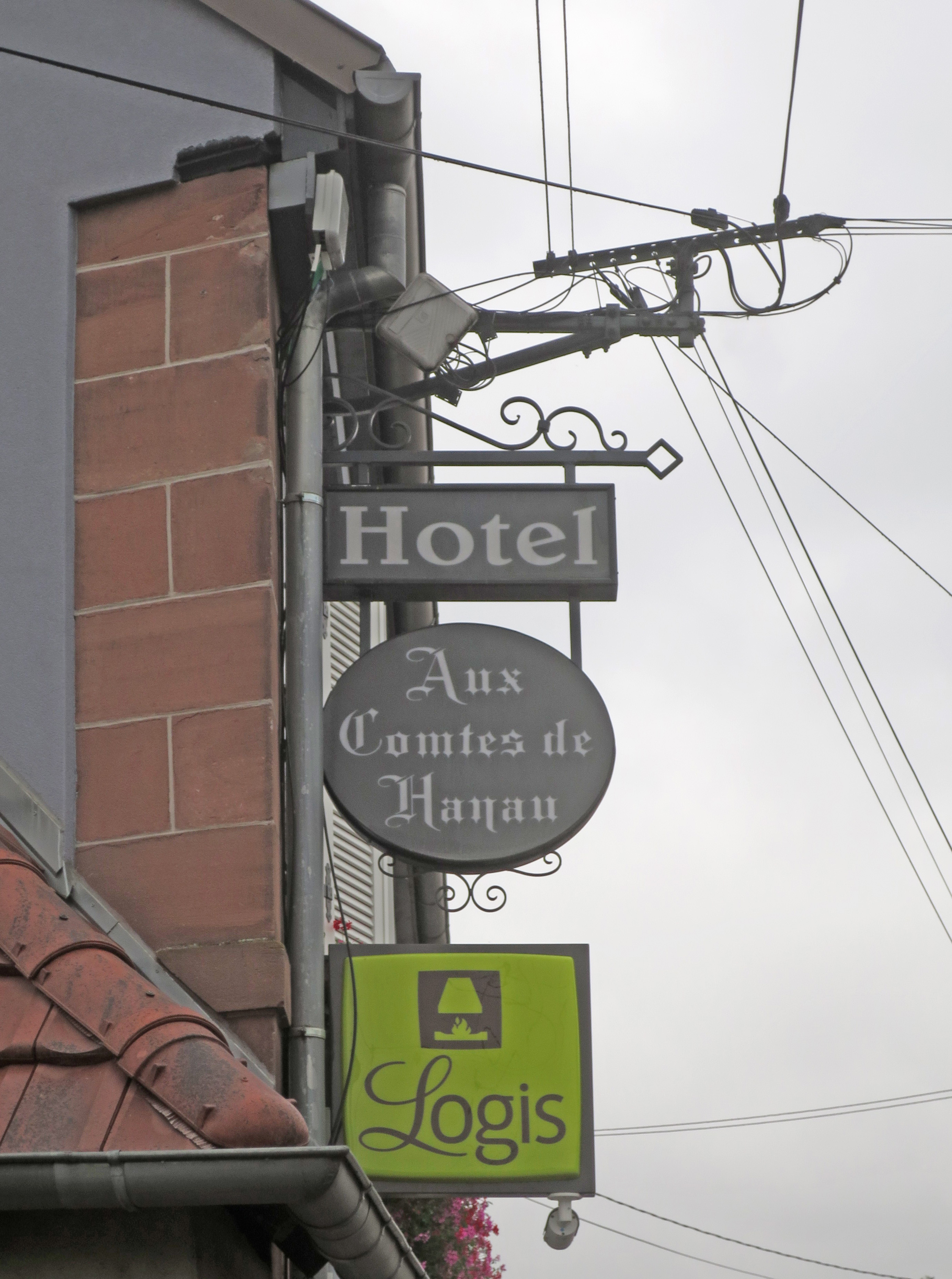
Hotel Aux Comtes de Hanau, Ingwiller

## Geschichte
Das Gebiet war seit 1273 Territorium der Herren von Lichtenberg mit Sitz im gleichnamigen Ort in den Nordvogesen.
Graf Philipp I. der Ältere von Hanau heiratete 1458 Anna von Lichtenberg, eine der Erbtöchter Ludwigs V. von Lichtenberg. Nach dessen Tod 1473 erhielten Anna und Graf Philipp I. die Hälfte der Herrschaft Lichtenberg im unteren Elsass mit der Hauptstadt Buchsweiler. Hieraus entstanden die Linie und Grafschaft Hanau-Lichtenberg. Zu der Erbschaft gehörten auch Gebiete, die heute in Baden liegen. Die andere Hälfte der Herrschaft fiel zunächst an die Grafen von Zweibrücken-Bitsch. 1570 starben auch diese aus, und ihre Güter, einschließlich des lichtenbergischen Anteils im Elsass, fielen an Hanau-Lichtenberg. Diesem Grafenhaus verdankt die Gegend ihren Namen.
Nach dem Tode des letzten Grafen von Hanau, Johann Reinhard III., im Jahre 1736 ging die Grafschaft Hanau-Lichtenberg auf den Erbprinzen Ludwig IX. von Hessen-Darmstadt, Sohn von Charlotte Christine Magdalene Johanna von Hanau-Lichtenberg, der Erbtochter Johann Reinhards III., über.

## Hanauerland in Baden
Mit dem Reichsdeputationshauptschluss fiel das Hanauerland 1803, soweit es rechtsrheinisch gelegen war, an das Großherzogtum Baden. Der damalige badische Markgraf und spätere Großherzog Karl Friedrich war mit Karoline Luise verheiratet, die eine Tochter der Charlotte von Hanau und Ludwig VIII. von Hessen-Darmstadt war. Verwaltet wurde das Gebiet von zwei Regierungsräten an der Spitze der Ämter Rheinbischofsheim und Kork, zu denen folgende Gemeinden gehörten. Zu Rheinbischofsheim, Bodersweier, Diersheim, Altfreistett, Neufreistett, Grauelsbaum, Hausgereuth, Helmlingen, Holzhausen, Honau, Leutesheim, Lichtenau, Linx, Memprechtshofen, Muckenschopf, Scherzheim und Zierolshofen. Von Kork aus wurden die Ortschaften Auenheim, Eckartsweier, Hesselhurst, Hohnhurst, Legelshurst, Neumühl, Odelshofen, Querbach, Sand und Willstätt verwaltet.
Aufgrund der historischen Abstammung sind die Trachten und Dialekte hier weitestgehend elsässisch geprägt.

## Pays de Hanau

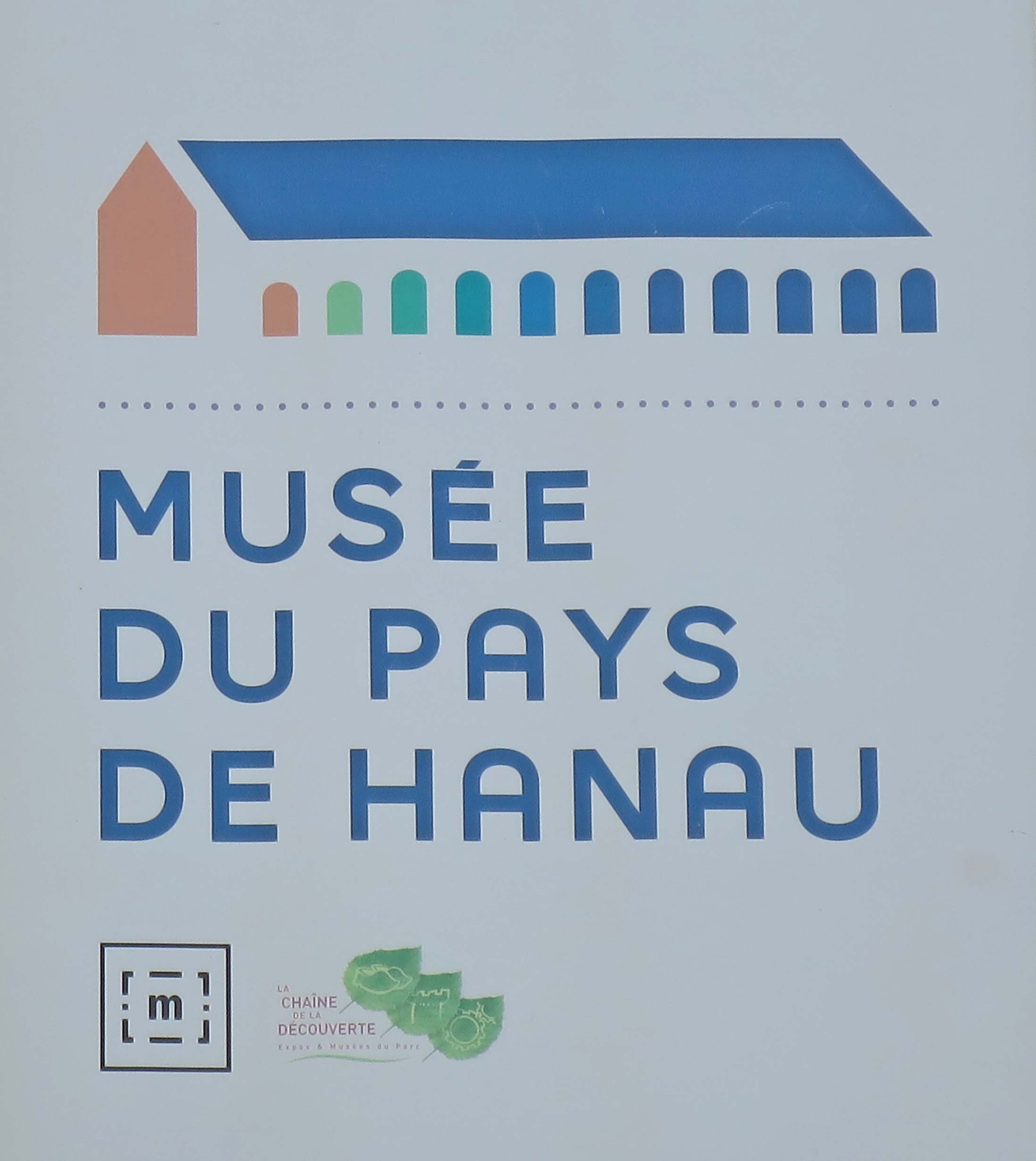
Museum in Bouxwiller

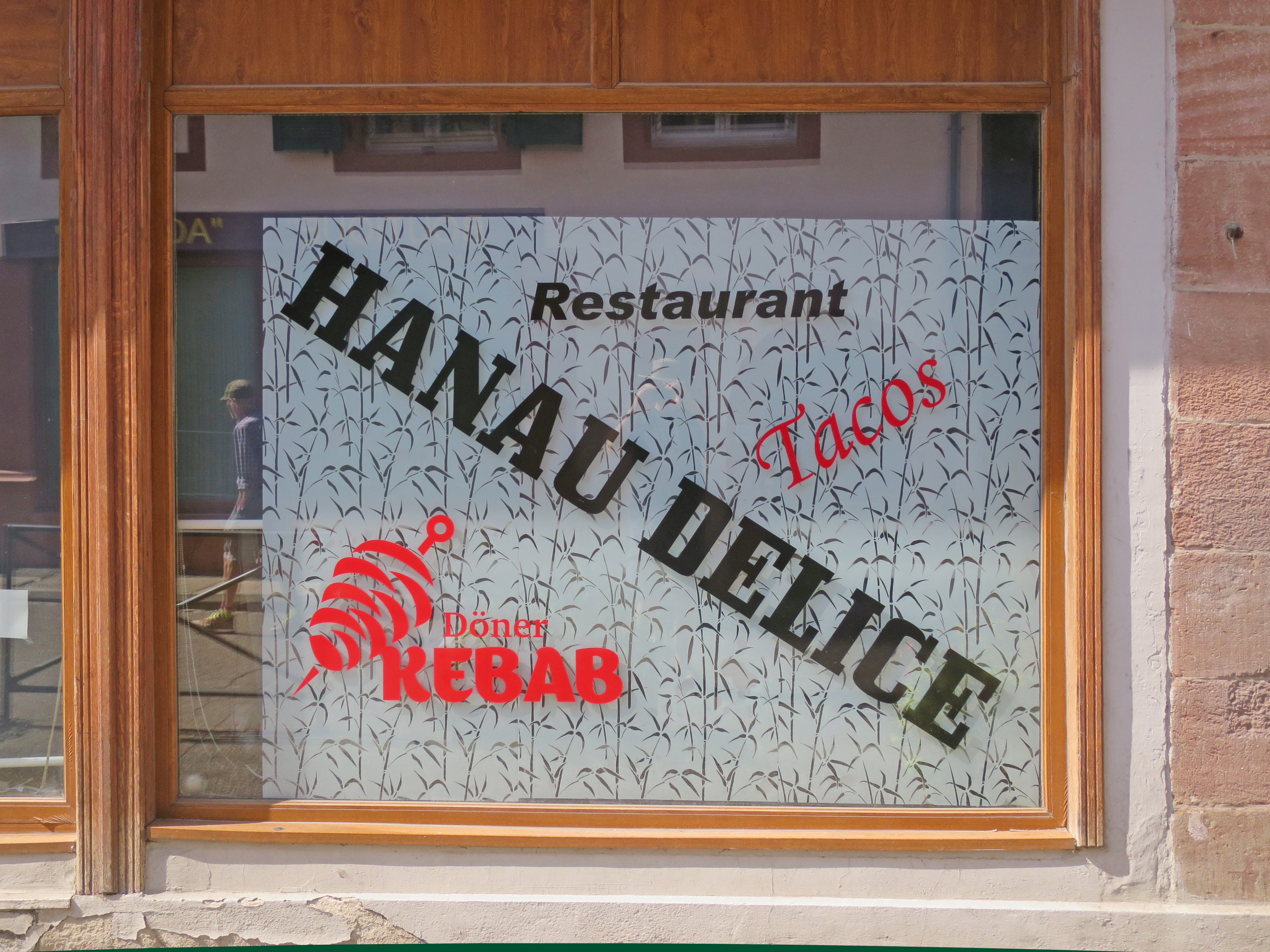
Nach dem Hanauer Land benannter Imbiss in Bouxwiller

Mit dem Frieden von Campo Formio 1797 und endgültig mit den Frieden von Lunéville 1801 fiel das Hanauerland, soweit es linksrheinisch gelegen war, an Frankreich. Die Tradition des Namens wurde im Jahr 1999 in einem gemeindlichen Zusammenschluss, der Communauté de communes du Pays de Hanau, wiederbelebt.
In Bouxwiller gibt es hier auch ein Historisches Museum, das sich dem Thema widmet, das Musée du Pays de Hanau.

## Transkommunale Institutionen mit der territorialen Bezeichnung Hanauerland
Die Katholische Kirchengemeinde Hanauerland erstreckt sich vom Rhein zur Bundesautobahn A5 und umfasst 18 Orte der Gemeinde Willstätt, der Städte Rheinau und Kehl. Die Kernstadt Kehl und die südlichen Orte der Stadt Kehl bilden die Seelsorgeeinheit Kehl. Außerdem existiert eine Seelsorgeeinheit Lichtenau und Rheinmünster.
Die Diakonie-Sozialstation Kehl-Hanauerland definiert ihr Einzugsgebiet mit den Städten Kehl und Rheinau sowie die Gemeinde Willstätt umfassend.
Die VHS Kehl-Hanauerland deckt außer den drei Kerngemeinden auch die Erwachsenenbildung in Appenweier ab.
Die SG Hanauerland ist der Verbund der Jugendabteilungen von SV Neumühl, der Spvgg Sundheim, des SV Kork und des TuS Legelshurst und verfolgt das Ziel, gemeinsam den Fußballernachwuchs im östlichen Hanauerland zu fördern.
Auch in der Trainingsgemeinschaft (TG) Hanauerland haben sich Vereine zur Jugendförderung zusammengeschlossen. Im Verbund befinden sich Turnvereine der Städte Kehl und Rheinau, und zwar die Vereine der Kehler Turnerschaft, des TuS Marlen, der TV Bodersweier, der TV Kork, der TV Auenheim, der TV Rheinbischofsheim, der TB Freistett und außerdem der im Kreis Rastatt befindliche TV Scherzheim.
Die Mitglieder des Männerchors Hanauerland, der übrigens auch einen Frauensingkreis umfasst, stammen aus sämtlichen Gemeinden des alten Landkreises Kehl sowie aus Achern und Umgebung.
Die Sparkasse Hanauerland mit Hauptsitz in der Kernstadt Kehl unterhält Filialen in den Städten Kehl, Rheinau und Lichtenau sowie Willstätt.
Das Hanauermuseum befindet sich in Kehl und beschäftigt sich schwerpunktmäßig mit der Geschichte und lokalem Brauchtum in Kehl und umliegenden Gemeinden.